# Carburazione
La carburazione è il metodo attraverso il quale, con un dispositivo chiamato "carburatore", si alimenta un motore a combustione interna a benzina o miscela, sfruttando le depressioni provocate dall'aria durante il passaggio nei diffusori del carburatore stesso (effetto Venturi)
I motori a carburatore sono usciti dalla produzione su larga scala dopo la nascita dei più moderni motori ad iniezione, ciò in ragione della difficoltà di gestire una dosatura stechiometrica del carburante a diversi regimi e temperature di funzionamento. Il rendimento dei motori con iniezione, grazie alla fine polverizzazione del carburante e al preciso dosaggio, è più elevato rispetto ai vecchi motori a carburatore, ciò consente di abbassare i consumi, avendo potenze più elevate e inquinando meno. Inoltre, l'iniezione elettronica dialoga continuamente con altri dispositivi (sonda lambda, debimetro, posizione farfalla di alimentazione) per dare in ogni occasione di marcia, il massimo rendimento, anche se i primi sistemi peccavano in una lentezza di calcolo, che conferiva una minore regolarità di funzionamento.

## Fattori che influenzano la carburazione

Tabella utilizzata per velocizzare la messa a punto della carburazione in base all'altimetria e temperatura

Definita una miscela aria/benzina magra se è povera di benzina e grassa se è eccessivamente ricca di benzina, la carburazione è influenzata da vari fattori:
- La temperatura del motore: nel caso di partenza a motore freddo (temperatura inferiori ai 20 °C), si ha la condensazione della benzina sul cilindro e per i due tempi anche nel carter, quindi la miscela aria/benzina che andrà a far parte della combustione sarà povera di benzina.
- Le caratteristiche costruttive del carburatore e dei suoi componenti: possono determinare il tipo di controllo sull'afflusso di benzina.
- La pulizia del carburatore e dei vari circuiti (per evitare problemi di carburazione e trovarsi per questo impossibilitati all'azione di ricarburazione).
- Filtro dell'aria: deve essere pulito periodicamente, per garantire che il flusso d'aria proveniente dalla scatola dell'aria sia vigoroso e costante nel tempo.
- Pressione atmosferica: maggiore è la pressione e più si smagrirà la carburazione.
- La temperatura e l'umidità: più alti sono tali valori e più si ingrasserà la carburazione, quindi bisognerebbe carburare il mezzo in quelle condizioni in cui questi parametri hanno valori intermedi, in modo da non ritrovare la carburazione troppo magra o ricca di benzina.

### Pulizia del carburatore
La pulizia del carburatore serve per evitare che i getti e gli altri passaggi si otturino o riducano il loro diametro interno, così come i condotti, perché tutto ciò non porta altro che a sgradite scarburazioni, con rischi diversi a seconda di ciò che si va a otturare.
Per effettuare questa pulizia è bene utilizzare del solvente, come l'acquaragia o la benzina, inoltre bisogna disporre dell'aria compressa, fondamentale per pulire i vari ugelli e circuiti dallo sporco dissolto dal solvente, facendo scorrere l'aria nel verso opposto a quello normale della benzina.
Si può anche utilizzare un pennello di piccole dimensioni, che non perda fili e che siano rigidi, esso può essere usato nei casi dove ci sia tanto sporco o si voglia pulire anche l'esterno del carburatore in modo più accurato.

### Pulizia del filtro aria
La pulizia del filtro è molto semplice da eseguire, nel caso questi siano di spugna, altrimenti nel caso di filtri di carta bisognerà sostituirlo.
Il filtro di spugna deve essere immerso in un solvente specifico (da evitare la benzina o il gasolio e simili in quanto molto aggressivi), va risciacquato, premuto per bene ma non strizzato, onde evitare che si strappi, lasciarlo asciugare, impregnare con dell'olio specifico (in alternativa SAE 30), rimuovere gli eccessi e rimontare.

## Componenti fondamentali nella carburazione
I componenti fondamentali cambiano a seconda del tipo di carburatore, e una volta scelti si può passare alla ricarburazione, ma tenendo ben presente che tale azione va eseguita o valutata con il motore in temperatura per evitare errori di giudizio.

### Nei carburatori meccanici, elettronici e a depressione (tipo motociclistico)
I primi tre componenti da tenere presente per la carburazione, sono:

#### Altezza smusso valvola (carburatore con valvola a saracinesca)
L'altezza dello smusso è molto importante perché uno smusso più è alto e più aria permette di far entrare alle piccole aperture, infatti lo smusso non fa altro che convogliare l'aria riducendo le turbolenze a valvola parzializzata, ciò permette d'avere grandi potenze anche con piccole aperture (1/4 di giro di manopola), rendendo più facile la gestione della potenza da questo punto in poi, ciò è utile soprattutto in curva.

#### Peso del galleggiante
Il peso del galleggiante è importante da tenere presente, perché un galleggiante leggero richiede getti più grandi e di conseguenza sarà più difficile che questi si occludano o che si sporchino.

#### Il polverizzatore
Il polverizzatore è molto importante, perché come il galleggiante influisce molto sulla carburazione controllando la carburazione dalle minime aperture fino a tutto gas, di questi polverizzatori ne esistono due tipi, a due tempi (non aerato) e il quattro tempi (aerato), il loro nome non li lega al tipo di motorizzazione a cui vanno accoppiati, anche se il polverizzatore per due tempi può essere utilizzato solo sul due tempi, mentre il tipo per quattro tempi su tutte e due le motorizzazioni, i fattori del polverizzatore che incidono sulla carburazione sono tre:
- Diametro interno, larghezza del polverizzatore
- Altezza ugello, altezza della parte che sporge nel condotto di Venturi
- Posizione e dimensione fori aeratori, più sono grandi e spostati in basso i fori posizionati sul tubo del polverizzatore, che rimane dentro al carburatore.

Inoltre in rari casi il circuito aria che va ad alimentare il polverizzatore viene regolato tramite una vite, che permette la regolazione del flusso d'aria, maggiore sarà il flusso e più si impoverirà di benzina la carburazione, minore è il flusso e più si arricchirà di benzina la carburazione.

### Nei carburatori a membrana
In questi carburatori, i componenti fondamentali per la carburazione sono le membrane e le molle interposte tra queste, dove la maggiore rigidità di uno di questi due componenti influisce sull'apporto di carburante nel condotto di Venturi.

### Regolazione del minimo e del circuito di progressione
La regolazione del minimo è estremamente importante perché oltre a dare regolarità al motore quando è al minimo, permette anche un corretto rapporto stechiometrico nelle fasi di spalancate veloci con il motore al minimo dei giri; inoltre è fondamentale per il passaggio dal circuito del minimo al circuito del massimo (primo quarto di gas), mentre una cattiva regolazione può portare a grippaggi in caso sia magra o a lente riprese in caso sia grassa.

#### Regolazioni
Per poter regolare il minimo si ha:
- Vite del minimo influisce sull'apertura minima della valvola presente nel condotto di Venturi e quindi sul regime minimo di funzionamento del motore.
- Vite aria o miscela permette un'ampia regolazione del rapporto aria/benzina del circuito del minimo, dove l'effetto delle regolazioni della vite dell'aria (posta vicino all'ingresso del condotto di Venturi) sono opposte a quelle della vite miscela (posta vicino al collettore del motore).
Si deve avvitare la vite dell'aria nel caso in cui il motore salendo di giri abbia delle pause per via di mancamenti da magro, nel caso invece che sia lento a salire di giri e fumi parecchio sarà opportuno svitare la vite dell'aria.
- Getto del minimo nel caso in cui andando a registrare la vite dell'aria non si riesca a più a regolare il flusso, perché la vite pur svitandosi non riesce più a imprimere una regolazione o è arrivata a fine corsa, sarà necessario agire sul getto del minimo e sull'eventuale emulsionatore (l'emulsionatore deve essere della stessa misura del getto del minimo), incrementandoli in caso la carburazione sia magra o riducendoli nel caso questa sia grassa.

#### Accorgimenti
Questo circuito del carburatore viene generalmente impostato in modo da fornire una carburazione leggermente più ricca di combustibile rispetto al valore ottimale, in modo da ridurre l'effetto d'impoverimento (transitorio di magro) all'apertura completa del comando gas (con una posizione di partenza di completamente chiuso) e per far sì che il motore riduca più velocemente il numero di giri ampliando il fenomeno d'arricchimento (transitorio di grasso) alla chiusura completa del comando gas (con una posizione di partenza di completamente aperto) e aumentare l'effetto freno motore.
Nel caso dei motori pluricilindrici e con più carburatori, del tipo indipendenti o flangiati, è necessario verificare la corretta taratura di apertura sincrona delle valvole, in quanto altrimenti i vari cilindri contribuiranno in modo differente al funzionamento del motore, per far ciò è necessario utilizzare un vacuometro e verificare che la depressione generata sia la stessa per ogni cilindro ed eventualmente agire sui registri di apertura minima delle rispettive valvole.

### Regolazione del massimo
La regolazione del massimo è necessaria per evitare di creare dei buchi nel pistone o di deformarne la superficie, nel caso questa regolazione risulti magra, nel caso opposto invece si avranno eccessivi consumi e imbrattamenti della candela e dell'impianto di scarico.
I componenti che influenzano il flusso di benzina al massimo sono il polverizzatore, il getto del massimo (talvolta detto gicleur), la punta dello spillo conico (quando si ha un carburatore con valvola a saracinesca, quindi di tipo motociclistico), il fermo dello spillo nel caso questo abbia una conicità fino alla punta dello stesso e nel caso sia presente il circuito di potenza anche il getto di potenza (con il motore a pieno regime).

#### Controllo iniziale
Per poter vedere se il polverizzatore è sufficientemente grande è necessario effettuare una prova con il carburatore montato sul mezzo, senza però montare il getto del massimo; bisogna poi avviare il motore, senza azionare il comando dell'acceleratore. Dopo che si è avviato il motore, si può subito vedere se il polverizzatore è grande a sufficienza: agendo sul comando dell'acceleratore il motore si deve ingolfare, nel caso non tenda a ingolfarsi bisognerà aumentare il polverizzatore.

#### Strumentazione consigliata e prove dinamiche
Una volta visto il polverizzatore si può passare al getto del massimo, la punta dello spillo e la posizione del fermo dello spillo, nel caso questo abbia una conicità fino alla punta dello stesso, altrimenti sarà inutile. Per questa prova sarebbe necessario possedere una sonda termica dei gas di scarico capace di sopportare i 900 °C e un banco prova per vedere la potenza: infatti le condizioni ottimali prevedono che i gas di scarico debbano rimanere sui 600÷750 °C e che la potenza risulti essere la più alta e lineare, altrimenti sarà necessario effettuare la prova d'accelerazione sui 400 m per tre volte con ogni settaggio, e il settaggio con il tempo migliore risulterà essere il settaggio ideale.

#### Regolazioni per tutti i carburatori
Generalmente i carburatori vengono forniti con delle tarature funzionanti, è consigliabile verificare i componenti fondamentali nella carburazione, una volta effettuato il controllo ed eseguita la prova, si può analizzare se il getto è troppo grande o no.

Per verificarne il corretto funzionamento è consigliabile avere il mezzo in movimento con la marcia inserita, dato che bisogna azionare completamente il comando gas e ciò permette d'avere un periodo d'apertura maggiore ed evitare l'influenza da miscele troppo ricche o povere di altri circuiti d'alimentazione (quest'influenza può protrarsi per qualche secondo e può falsare la valutazione).

Nel caso il getto sia eccessivamente grande (con il motore in temperatura), si avrà un intenso fumo di scarico e una risposta lenta in accelerazione, con un getto eccessivamente piccolo si avranno dei vuoti per magro a pieno gas, mentre nel caso il getto sia corretto, si avranno una temperatura giusta e i gas di scarico che quasi non si notano.

Per la correzione si può oltre che lavorare sulla grandezza del lume del getto, anche sulla punta dello spillo e sulla posizione del fermo dello spillo (quando si ha un carburatore con valvola a saracinesca), nel caso questo abbia una conicità fino alla punta dello stesso, altrimenti sarà inutile;
Dove per aumentare l'apporto di benzina, si deve aumentare il lume del getto o diminuire la punta dello spillo o alzare il fermo (quando si ha un carburatore con valvola a saracinesca), sempre nel caso lo spillo abbia una conicità fino alla punta, altrimenti sarà inutile, mentre per diminuire tale apporto, sarà necessario operare in senso opposto.

#### Regolazioni riservate ai carburatori ovali o con power jet o spilli con doppia conicità (carburatore motociclistico)
I carburatori a sezione ovale permettono un controllo più lineare della potenza all'aumentare dell'azionamento del comando gas, ma richiede una differente taratura rispetto ad un carburatore a sezione tonda e generalmente adoperano spilli a doppia conicità e/o il power jet, i quali a volte sono usati anche sui carburatori a sezione tonda.

Con carburatori muniti di power jet o con spillo a doppia conicità, dopo aver effettuato le operazioni generiche, nel caso di presenza del getto di potenza, risulta essere più articolato ottenere la regolazione ideale, infatti questo getto si aumenta l'apporto di benzina a una determinata apertura della valvola (generalmente quando è tutta aperta) entrando in funzione soprattutto quando il motore raggiunge un elevato numero di giri, permettendo l'ottenimento di carburazioni ideale in condizioni di massimo carico motore e di una carburazione che può permettere una maggiore economia di carburante nelle altre condizioni operative (con getto massimo più piccolo e/o spilli conici più bassi o punta maggiore).
In alternativa viene utilizzata la soluzione degli spilli a doppia conicità in quanto permettono sia l'ottenimento della carburazione ideale in condizioni di massimo carico motore, sia una maggiore economia di carburante con un azionamento parziale del comando dell'acceleratore, ma non permette di differenziare la carburazione a seconda del regime di funzionamento del motore e quindi non riesce a garantire l'economia di carburante con l'acceleratore completamente azionato e motore a bassi e/o medi regimi.

Difficilmente serve sostituire questo getto, in quanto dovrebbero cambiare di molto le condizioni di lavoro del carburatore (tipologia di polverizzatore e/o ugello erogatore) ma nel caso sia necessario, si deve verificare se vi è un mancato raggiungimento del regime massimo causa carburazione povera di benzina o se il raggiungimento del regime è lento causa carburazione ricca di benzina.
L'influenza del getto di potenza sulla carburazione è molto inferiore rispetto al getto massimo per via del maggiore dislivello del circuito stesso, il quale impone un salto tra livello benzina della vaschetta e ugello di erogazione, maggiore anche di 5 volte e più rispetto al circuito del massimo, per questo in alcuni casi il getto di potenza può essere anche più grande rispetto a quello del massimo.
| Influenza del componente sulla carburazione | Acceleratore alle medie aperture e medi regimi | Acceleratore alle medie aperture e alti regimi | Acceleratore completamento azionato e alti regimi | Acceleratore completamento azionato e medi regimi |
| ------------------------------------------- | ---------------------------------------------- | ---------------------------------------------- | ------------------------------------------------- | ------------------------------------------------- |
| Spillo a doppia conicità                    | smagrisce                                      | smagrisce                                      | imparziale                                        | imparziale                                        |
| Power jet                                   | imparziale                                     | imparziale                                     | arricchisce                                       | imparziale                                        |

### Regolazione degli intermedi (carburatore motociclistico)
La regolazione di questo arco di apertura è molto importante, perché influisce sul comportamento generale del mezzo alle varie aperture di gas.
I componenti che influenzano questo fattore sono lo spillo e nel caso non si abbiano spilli sufficientemente fini o grandi alle primi fasi di apertura, si dovrà rivedere lo smusso della valvola, un altro fattore importante sarà anche la posizione del fermo dello spillo.

#### Strumentazione consigliata e prove dinamiche
Per poter vedere se lo spillo ha la conicità giusta, così come l'altezza dello stesso (la punta dello spillo si è verificata con la regolazione del massimo), è necessario effettuare una prova con il carburatore montato sul mezzo; per questa prova sarebbe necessario possedere una sonda termica dei gas di scarico capace di sopportare i 900 °C e un banco prova per vedere la potenza ai vari regimi.

Infatti con la sonda riusciamo subito a vedere se la carburazione tende a divenire troppo magra o grassa o se ci siano dei buchi di carburazione, perché genereranno temperature fuori da questo margine 600÷750 °C; con il banco prova del motore dovremmo verificare la potenza a ogni apertura, la quale dovrà essere la più alta e lineare possibile.

#### Regolazioni
Nei casi si abbiano dei buchi di magro ai bassi regimi con piccole aperture del gas, bisognerà montare uno spillo che abbia un diametro iniziale minore o un polverizzatore di diametro maggiore, in modo d'apportare più carburante, nel caso opposto sarà necessario operare inversamente.

Nei casi dove invece la carburazione risulti magra solo a metà acceleratore (casi di carburatori muniti con getto di potenza o spilli conici a doppia conicità), sarà necessario applicare uno spillo conico con una conicità più lunghezza, in quanto incominciando prima riesce ad arricchire prima su un arco maggiore di apertura, mentre nel caso di spillo a doppia conicità (se di lunghezza adeguata) sarà necessario applicare uno spillo con la conicità centrale più accentuata (diametro interposto tra parte cilindrica e il cono più piccolo); nel caso opposto sarà necessario operare inversamente.

Nel caso invece tutta la carburazione risulti magra allo stesso modo su tutto l'arco d'apertura sarà necessario ridimensionare l'emulsionatore con misure maggiori con l'eccezione delle prime aperture, mentre se il problema non coinvolge le prime aperture basterà semplicemente spostare il fermo dello spillo di una o più posizioni verso la punta dello spillo, ma se lo spillo non è del tipo a conicità totale (punta cilindrica) è necessario cambiare anche il getto del massimo, nel caso opposto sarà necessario operare inversamente.

## La carburazione con il carburatore a depressione
Nel carburatore a depressione, oltre alle operazioni descritte per il carburatore meccanico (con valvola a saracinesca), si può anche modificare la risposta del carburatore, agendo sui componenti del sistema a depressione (come la molla e il lume dei vari condotti) aumentando o diminuendo la velocità d'apertura e influire così sulla depressione nel condotto d'aspirazione, andando a modificare la carburazione.
Per avere una risposta più veloce nell'apertura della valvola a saracinesca al comando della valvola a farfalla, si può diminuire la rigidità della molla (avendo però una depressione minore nel condotto); in alternativa si può aumentare i lumi dei condotti, della valvola e quello della camera sottovalvola. Questa si trova nella presa d'aria del carburatore, oppure è direttamente in comunicazione con l'esterno del carburatore; così però si ha una depressione minore nel condotto durante lo spostamento della valvola.
Per una risposta più lenta, basta agire in senso opposto, ma è consigliabile non irrigidire la molla, per evitare che tale molla non permetta l'apertura totale della valvola.
Questo carburatore ha come caratteristica quella di mantenere una depressione nel condotto di Venturi il più costante possibile e migliorare la stabilità del rapporto stechiometrico e polverizzazione del combustibile nei cambi rapidi di comando gas e funzionamento del motore.

## La carburazione con il carburatore elettronico
Il carburatore elettronico è un'evoluzione di uno dei tipi di carburatore sopra elencati, quindi oltre alle operazioni descritte per il carburatore su cui si basa (generalmente meccanico con valvola a saracinesca), si può agire sui circuiti comandati elettronicamente.

### Per motori a 4 tempi
Ai carburatori adibiti a questi motori si possono modificare i getti dei circuiti di compensazione comandati dalle centraline elettroniche e, nel caso sia necessario, in alcuni modelli è possibile regolare le impostazioni d'intervento collegando la centralina al computer.
Inoltre questi carburatori sono generalmente provvisti di sistemi più sofisticati, come il power jet elettronico (getto di potenza elettronico), in modo da ampliare il suo campo d'azione e regolare la sua influenza.

### Per motori a 2 tempi
I carburatori adibiti a questi motori (dato che generalmente tali circuiti di compensazione non vengono utilizzati per aumentare l'apporto di benzina, ma per aumentare l'apporto d'aria e rientrare nelle norme anti-inquinamento) non si possono tarare di molto, infatti generalmente si può solo agire sull'altezza dello smusso della valvola PWM o sulle regolazioni della centralina, collegandola al computer (nel caso sia possibile).

## La carburazione con il carburatore a membrana
In questo carburatore la carburazione è completamente differente da tutti quelli visti in precedenza. In questo carburatore non esistono getti di varia misura, ma esistono delle viti che vanno a chiudere il circuito di alimentazione; inoltre non è presente alcun galleggiante, che è invece sostituito da una coppia di membrane che vengono azionate dalla variazione di pressione all'interno del collettore/carter e nel condotto di Venturi del carburatore. La prima depressione aziona la membrana superiore o pompante, richiamando la benzina dal serbatoio, la seconda, detta principale, favorisce il flusso dell'aria e del carburante verso l'interno del motore.

### Parametri principali
In questi carburatori, come nei carburatori meccanici e simili, si hanno dei componenti principali che influiscono in modo sostanziale sull'intero settaggio del carburatore; i componenti per questi carburatori sono la durezza della molla dello spillo e lo spessore della membrana pompante.
La durezza della molla influisce sull'apertura dello spillo, creando così minore o maggiore depressione (che è responsabile a sua volta dell'apertura dello spillo e dell'afflusso del carburante). Con l'aumento della resistenza di tale molla si diminuisce l'apporto di benzina, ottenendo una carburazione povera di benzina, mentre adoperando una molla più morbida si ha un effetto opposto.
Per controllare il valore di depressione a cui si apre tale spillo esiste uno strumento specifico.
Lo spessore della membrana pompante (valori compresi tra 0,12 mm e 0,08 mm) e il materiale di cui è costruita influiscono sulla resistenza (per inerzia) e sulla durata della membrana stessa: una membrana più morbida riesce ad apportare più benzina da un più basso regime del motore (per via della minore inerzia), ma ha una durata più limitata.

### Regolazione della carburazione
Per regolare la carburazione su questi carburatori ci si basa su tre viti: una regola l'apertura minima della valvola a farfalla carburatore (esattamente come in tutti gli altri carburatori), mentre le altre controllano l'alimentazione dei circuiti chiamati L (low= minimo) e M (max= massimo).

Svitando la vite del minimo (L) si aumenta l'apporto di carburante a ogni regime del motore, dal minimo fino a un regime intermedio, mentre avvitandola si diminuisce tale apporto.

La vite del massimo (M) regola allo stesso modo l'apporto di carburante dai medi regimi al massimo.

## L'alimentazione del combustibile mediante iniettore
Quando si adopera l'iniettore generalmente si utilizza un sistema con diversi sensori e/o a retroazione, dove si varia la quantità del carburante da iniettare a seconda delle diverse situazioni.

## Tipo di carburazioni
La carburazione può essere di vario tipi e influisce su molti fattori

### Polverizzazione
La carburazione può essere di diverso tipo a seconda del dispositivo utilizzato:
- Carica omogenea, si ha un rapporto stechiometrico costante in ogni parte della carica fresca, ed è tipica dei carburatori e dei sistemi a iniezione indiretta, perché essendo organi che mescolano il carburante a monte del motore, questo si distribuisce in modo omogeneo su tutta la carica fresca aspirata.
- Carica stratificata, si ha un rapporto stechiometrico che varia in ogni parte della carica fresca ed è tipica dei sistemi a iniezione diretta; questo perché riescono a immettere il carburante pochi istanti prima dell'accensione e permettono un raccoglimento dello stesso il più vicino possibile alla candela di accensione.
Questo sistema permette di avere una combustione corretta anche con un rapporto stechiometrico globale molto magro ed è una delle soluzioni più utilizzate per ridurre i consumi; questa soluzione, però, viene applicata principalmente a regimi medio/bassi con un ridotto azionamento del comando gas.

### Comportamento del motore
La carburazione a seconda del suo titolo (contenuto di benzina) da un comportamento differente al motore:
- Carburazione molto povera di benzina; Risulta più difficile avviare il motore, anche d'estate con l'ausilio dello starter, il motore ha un regime minimo più alto con conseguente effetto dieseling per inerzia, la risposta al gas con il motore al minimo e il cambio a folle è tardiva (il motore si può spegnere), poi sale molto velocemente di regimi e in caso di alimentazione a carburatore può far superare il regime massimo (oltre il limitatore) per via delle alte temperature, in movimento il motore all'apertura del gas può avere dei mancamenti per eccesso d'aria e/o non raggiungere il limite massimo di giri, invece al rilascio del comando gas con il mezzo in movimento si hanno degli scoppiettii, il motore si scalda di più e più velocemente, i gas di scarico sono molto caldi e meno densi del normale, portando a temperature maggiori l'impianto di scarico, basso consumo di carburante, necessita di un anticipo d'accensione minore del normale.
- Carburazione povera di benzina; Il motore si avvia più difficilmente, ma è più veloce (sale di regime più velocemente), gas di scarico meno denso (meno visibile), minor consumo di carburante, necessita di un anticipo d'accensione minore del normale, leggero miglioramento del funzionamento agli alti regimi.
- Carburazione corretta; Il motore risponde rapidamente (risponde subito al comando) e velocemente (sale velocemente di regimi) al comando del gas.
- Carburazione ricca di benzina; Il motore si avvia più facilmente, ma è più lento (sale di regime più lentamente), gas di scarico più denso (più visibile), maggior consumo di carburante, necessita di un anticipo d'accensione maggiore del normale, leggero miglioramento del funzionamento ai bassi regimi.
- Carburazione molto ricca di benzina; Risulta più difficile avviare il motore, soprattutto d'estate, per tenere il minimo bisogna aumentare l'apertura della valvola, la risposta al gas con il motore al minimo è estremamente lenta o tardiva (il motore si può spegnere per ingolfamento), poi sale molto lentamente di regimi e borbotta e stenta a raggiungere il regime massimo, in movimento il motore all'apertura del gas può avere dei mancamenti o borbottare per eccesso di benzina, invece al rilascio del comando gas con il mezzo in movimento si hanno dei borbottamenti o ammutolirsi, il motore si scalda di più, i gas di scarico sono più freddi e densi del normale, portando a imbrattare l'impianto di scarico e la candela d'accensione, elevato consumo di carburante, necessita di un anticipo d'accensione maggiore del normale, si può incorrere nell'effetto dieseling per via dell'accumulo di benzina incombusta. La condizione di dosatura troppo ricca è da evitare soprattutto per le automobili dotate di catalizzatore in quanto causa del fenomeno del missfire, ovvero la mancata accensione della miscela all'interno del cilindro. In questo caso la miscela incombusta una volta attraversato lo scarico corre il rischio di accendersi nel catalizzatore danneggiandolo per le alte temperature. Per ovviare al pericolo di inefficienza totale del catalizzatore in caso di missfire, a partire dalla normativa euro 3 è stato introdotto un modulo di spegnimento automatico del motore nella ecu del veicolo in caso di missfire.

### Lubrificazione (motori a due tempi)
Nella maggior parte dei motori a due tempi (tutti quelli dotati di carter pompa) la carburazione a seconda del suo titolo (contenuto di benzina) può influire in modo diverso sulla lubrificazione del motore a seconda del tipo d'accorgimento utilizzato per la lubrificazione:
- Carburazione povera di benzina;
  - Lubrificazione manuale, in questo caso un minore apporto di benzina è accompagnato da un minore apporto di lubrificante, riducendo di conseguenza la lubrificazione.
  - Lubrificazione automatica, in questo caso un minore apporto di benzina non influisce sull'apporto di lubrificante, il quale invece viene meno diluito e riesce ad agire meglio.
- Carburazione ricca di benzina;
  - Lubrificazione manuale, in questo caso un maggiore apporto di benzina è accompagnato da un maggiore apporto di lubrificante, aumentando di conseguenza la lubrificazione.
  - Lubrificazione automatica, in questo caso un maggiore apporto di benzina non influisce sull'apporto di lubrificante, il quale però viene maggiormente diluito e potrebbe non agire bene.

## Cause di scarburazione al di fuori della taratura
Le cause non imputabili alle regolazioni del carburatore che portano a scarburazione sono molte e di solito influiscono sulla carburazione per i primi 3/4 dei regimi totali, con un'influenza minore agli alti regimi.
Dette cause sono:
- Sporcizia che ottura i vari ugelli d'alimentazione (sia per il carburatore sia per l'iniettore): si ha una riduzione del flusso di benzina, portando a un impoverimento della miscela aspirata dal motore
- Filtro aria sporco, che porta ad arricchire la carburazione.
- Cilindro/pistone eccessivamente usurati od ovalizzati: la scarburazione avviene perché - nel 2 tempi - parte della miscela viene sporcata dai gas di scarico - nel 4 tempi - perché viene sporcata dall'aria del basamento.
- Valvole/valvola non stagne: si ha una perdita di miscela aria/benzina, in particolare d'aria.
- Collettore carburatore allentato o danneggiato: si ha un'eccessiva quantità d'aria, che varia a seconda di quanto è allentato o danneggiato il collettore, che porta ad avere un regime minimo sempre più alto e a carburazioni sempre più magre, con una carburazione instabile.
- Valvola carburatore usurata (solo per carburatori muniti di valvola a saracinesca): si avrà sempre un trafilo d'aria sia in ingresso sia in uscita; quando il pistone si porta al PMI si avrà la fuoriuscita di miscela aria/benzina (soprattutto aria), quando il pistone si porta al PMS si avrà l'introduzione d'aria (in quantità superiore a quella fuoriuscita), questo effetto diminuisce con l'aumentare dei regimi.
- Carter pompa non stagno (solo nel 2 tempi a carter pompa) si avrà sempre un trafilo d'aria sia in ingresso sia in uscita, quando il pistone si porta al PMI si avrà la fuoriuscita di miscela aria/benzina (soprattutto aria), quando il pistone si porta al PMS si avrà l'introduzione d'aria (in quantità superiore a quella fuoriuscita), questo effetto diminuisce con l'aumentare dei regimi.
  - Paraoli usurati 
  - Tiranti cilindro lenti
  - Carter allentati
- Condotto d'immissione olio (solo motori a due tempi muniti di miscelatore): si ha un trafilo d'aria nel motore, portando ad avere un eccesso d'aria; tale effetto si ha soprattutto ai bassi regimi.
- Condotto ausiliario di depressione (per rubinetti a depressione o altri sistemi come il servofreno) (solo mezzi che hanno il sistema d'aspirazione con tali condotti): si ha un trafilo d'aria nel motore, portando ad avere un eccesso d'aria; tale effetto si ha soprattutto ai bassi regimi, e questo danno è generalmente più evidente rispetto al condotto dell'olio rovinato.
- Condotto di depressione otturato in parte o totalmente (solo carburatori a membrana) riducendosi la depressione che aziona la membrana che a sua volta richiama la benzina al carburatore, si ha un decadimento delle prestazioni anche molto evidente.
- Valvola galleggiante consumata: in questo caso si perde la sua funzione ermetica, che comporta un afflusso di benzina anche quando si raggiunge il corretto livello della benzina, soprattutto quando il motore è a bassi regimi e la manopola gas è chiusa.
- Valvola galleggiante bloccata: la valvola del galleggiante può essere del tipo molleggiato, può rimanere bloccata senza che si possa chiudere, portando ad avere un livello più alto di carburante, avvertibile come un affogamento del motore o perdite di carburante dal condotto di livello massimo.
- Mutazione dell'alimentazione: questo problema si ha solo per i motori a due tempi, nel caso di passaggio da un'alimentazione a benzina, con lubrificante separato a un'alimentazione con miscela olio-benzina o di un uso con diversa miscelazione. Con l'aggiunta dell'olio o in presenza di una maggiore quantità di quest'ultimo la carburazione s'impoverisce, poiché esso non viene combusto.